# Campeonato de Primera División B 1958 (Argentina)
El Campeonato de Primera División B 1958 fue el torneo que constituyó la vigésima quinta temporada de la segunda división de Argentina en la era profesional de la rama de los clubes directamente afiliados a la AFA y la undécima edición de la Primera División B bajo esa denominación. Comenzó el 22 de marzo y finalizó el 8 de diciembre.
Los nuevos participantes fueron, por un lado, el descendido de la Primera División: Ferro Carril Oeste. Por otro lado, el equipo ascendido de la Primera División C de la rama de los clubes directamente afiliados a la AFA. Este fue: Los Andes, ganador del torneo de Primera División C 1957.
Se consagró campeón, en la antepenúltima fecha, Ferro Carril Oeste, que obtuvo así su segundo ascenso a Primera División en el Profesionalismo. Por otra parte, el descenso a la Tercera categoría, por quedar en la última posición del promedio, le correspondió a San Telmo.

## Ascensos y descensos
| Torneo             | Descendido de la Primera División B 1957 |
| ------------------ | ---------------------------------------- |
| Primera División C | Argentino de Quilmes                     |

| Torneo             | Ascendido a la Primera División B 1957 |
| ------------------ | -------------------------------------- |
| Primera División C | Los Andes                              |

| Pos | Ascendido a Primera División 1958 |
| --- | --------------------------------- |
| 1.º | Central Córdoba (Rosario)         |

| Pos  | Descendido de Primera División 1957 |
| ---- | ----------------------------------- |
| 16.º | Ferro Carril Oeste                  |

## Equipos
Listado de los 18 participantes.
| Equipo             | Ciudad               | Estadio                                     |
| ------------------ | -------------------- | ------------------------------------------- |
| All Boys           | Buenos Aires         | Islas Malvinas                              |
| Almagro            | José Ingenieros      | Tres de Febrero                             |
| Banfield           | Banfield             | Florencio Sola                              |
| Chacarita Juniors  | Buenos Aires         | Estadio de Chacarita Juniors                |
| Colón              | Santa Fe             | Brigadier López                             |
| Dock Sud           | Dock Sud             | Estadio de los Inmigrantes                  |
| El Porvenir        | Gerli                | Enrique de Roberts                          |
| Excursionistas     | Buenos Aires         | Estadio de Excursionistas                   |
| Ferro Carril Oeste | Buenos Aires         | Arquitecto Ricardo Etcheverri               |
| Los Andes          | Lomas de Zamora      | Eduardo Gallardón                           |
| Nueva Chicago      | Buenos Aires         | Estadio Nueva Chicago                       |
| Platense           | Buenos Aires         | Estadio de Platense                         |
| Quilmes            | Quilmes              | Dr. José Luis Meiszner                      |
| San Telmo          | Dock Sud             | Dr. Osvaldo Baletto                         |
| Sarmiento          | Junín                | Eva Perón                                   |
| Talleres           | Remedios de Escalada | Estadio de Talleres de Remedios de Escalada |
| Temperley          | Turdera              | Alfredo Beranger                            |
| Unión              | Santa Fe             | 15 de Abril                                 |

### Distribución geográfica de los equipos
| Región                                   | Cant. | Equipos |
| ---------------------------------------- | ----- | --- |
| Conurbano bonaerense                     | 9     | Almagro, Banfield, Dock Sud, Chacarita Juniors, El Porvenir, Los Andes, Quilmes, San Telmo, Talleres y Temperley |
| Ciudad de Buenos Aires                   | 5     | All Boys, Chacarita Juniors, Excursionistas, Ferro Carril Oeste, Nueva Chicago y Platense                        |
| Provincia de Santa Fe                    | 2     | Colón y Unión |
| Interior de la Provincia de Buenos Aires | 1     | Sarmiento |

## Formato

### Ascenso
Los 18 participantes se enfrentaron en una rueda por el sistema de todos contra todos, siendo la segunda los desquites de la primera.

### Descenso
El participante peor ubicado en la tabla de los promedios descendió a la Primera División C.

## Tabla de posiciones final
| Pos. | Equipo             | Pts. | PJ | PG | PE | PP | GF | GC | Dif. |
| ---- | ------------------ | ---- | -- | -- | -- | -- | -- | -- | ---- |
| 01.º | Ferro Carril Oeste | 50   | 34 | 21 | 8  | 5  | 74 | 41 | 33   |
| 02.º | Nueva Chicago      | 46   | 34 | 19 | 8  | 7  | 85 | 54 | 31   |
| 03.º | Chacarita Juniors  | 44   | 34 | 16 | 12 | 6  | 61 | 37 | 24   |
| 04.º | Los Andes          | 40   | 34 | 16 | 8  | 10 | 84 | 66 | 18   |
| 05.º | Quilmes            | 40   | 34 | 15 | 10 | 9  | 85 | 62 | 23   |
| 06.º | Sarmiento          | 39   | 34 | 16 | 7  | 11 | 66 | 54 | 12   |
| 07.º | All Boys           | 37   | 34 | 13 | 11 | 10 | 66 | 61 | 5    |
| 08.º | Platense           | 35   | 34 | 11 | 13 | 10 | 67 | 62 | 5    |
| 09.º | Unión              | 35   | 34 | 14 | 7  | 13 | 67 | 66 | 1    |
| 10.º | Dock Sud           | 34   | 34 | 12 | 10 | 12 | 57 | 55 | 2    |
| 11.º | El Porvenir        | 30   | 34 | 11 | 8  | 15 | 46 | 59 | −13  |
| 12.º | Almagro            | 29   | 34 | 10 | 9  | 15 | 58 | 82 | −24  |
| 13.º | Banfield           | 29   | 34 | 10 | 9  | 15 | 77 | 81 | −4   |
| 14.º | Excursionistas     | 27   | 34 | 9  | 9  | 16 | 60 | 85 | −25  |
| 15.º | Temperley          | 26   | 34 | 8  | 10 | 16 | 59 | 79 | −20  |
| 16.º | Colón              | 25   | 34 | 8  | 9  | 17 | 60 | 71 | −11  |
| 17.º | Talleres (RdE)     | 24   | 34 | 8  | 8  | 18 | 59 | 85 | −26  |
| 18.º | San Telmo          | 22   | 34 | 7  | 8  | 19 | 44 | 75 | −31  |

|  | Campeón. Ascendió a la Primera División. |

|  |

## Tabla de descenso
Para su confección se tomaron en cuenta las campañas de las últimas tres temporadas.
| Pos  | Equipo             | Promedio | 1956 | 1957 | 1958 | Total | TJ |
| ---- | ------------------ | -------- | ---- | ---- | ---- | ----- | -- |
| 01.º | Ferro Carril Oeste | 50,00    | -    | -    | 50   | 50    | 1  |
| 02.º | Chacarita Juniors  | 42,50    | -    | 41   | 44   | 85    | 2  |
| 03.º | Los Andes          | 40,00    | -    | -    | 40   | 40    | 1  |
| 04.º | Sarmiento          | 40,00    | 41   | 40   | 39   | 120   | 3  |
| 05.º | Platense           | 39,00    | 36   | 46   | 35   | 117   | 3  |
| 06.º | Banfield           | 37,33    | 42   | 41   | 29   | 112   | 3  |
| 07.º | Unión              | 37,33    | 35   | 42   | 35   | 112   | 3  |
| 08.º | All Boys           | 35,67    | 33   | 37   | 37   | 107   | 3  |
| 09.º | Nueva Chicago      | 35,67    | 30   | 31   | 46   | 107   | 3  |
| 10.º | Quilmes            | 32,33    | 29   | 28   | 40   | 97    | 3  |
| 11.º | Almagro            | 31,67    | 31   | 35   | 29   | 95    | 3  |
| 12.º | Dock Sud           | 30,67    | 27   | 31   | 34   | 92    | 3  |
| 13.º | Colón              | 30,33    | 37   | 29   | 25   | 91    | 3  |
| 14.º | Temperley          | 29,67    | 40   | 23   | 26   | 89    | 3  |
| 15.º | El Porvenir        | 29,00    | 29   | 28   | 30   | 87    | 3  |
| 16.º | Talleres (RdE)     | 27,67    | 28   | 31   | 24   | 83    | 3  |
| 17.º | Excursionistas     | 27,33    | 31   | 24   | 27   | 82    | 3  |
| 18.º | San Telmo          | 26,00    | -    | 30   | 22   | 52    | 2  |

|  | Descendió a la Primera División C. |

|  |

## Resultados
Primera Rueda
| Fecha 1            | Fecha 1   | Fecha 1           | Fecha 1            | Fecha 1     | Fecha 1 |
| Local              | Resultado | Visitante         | Estadio            | Fecha       |         |
| ------------------ | --------- | ----------------- | ------------------ | ----------- | ------- |
| Platense           | 3 - 4     | Sarmiento         | Platense           | 22 de marzo |         |
| Temperley          | 2 - 1     | Unión             | Temperley          | 22 de marzo |         |
| Banfield           | 0 - 1     | Sportivo Dock Sud | Banfield           | 22 de marzo |         |
| El Porvenir        | 0 - 1     | Nueva Chicago     | El Porvenir        | 22 de marzo |         |
| Almagro            | 3 - 2     | All Boys          | Almagro            | 22 de marzo |         |
| Ferro Carril Oeste | 2 - 2     | Quilmes           | Ferro Carril Oeste | 22 de marzo |         |
| San Telmo          | 2 - 3     | Talleres (RdE)    | San Telmo          | 22 de marzo |         |
| Chacarita Juniors  | 2 - 0     | Excursionistas    | Chacarita Juniors  | 22 de marzo |         |
| Colón              | 6 - 0     | Los Andes         | Colón              | 23 de marzo |         |

| Fecha 2           | Fecha 2   | Fecha 2            | Fecha 2           | Fecha 2     | Fecha 2 |
| Local             | Resultado | Visitante          | Estadio           | Fecha       |         |
| ----------------- | --------- | ------------------ | ----------------- | ----------- | ------- |
| Chacarita Juniors | 2 - 2     | Platense           | Chacarita Juniors | 29 de marzo |         |
| Excursionistas    | 2 - 0     | Colón              | Excursionistas    | 29 de marzo |         |
| Los Andes         | 3 - 2     | San Telmo          | Los Andes         | 29 de marzo |         |
| Talleres (RdE)    | 3 - 5     | Ferro Carril Oeste | Talleres (RdE)    | 29 de marzo |         |
| Quilmes           | 2 - 2     | Almagro            | Quilmes           | 29 de marzo |         |
| All Boys          | 2 - 3     | El Porvenir        | All Boys          | 29 de marzo |         |
| Nueva Chicago     | 9 - 4     | Banfield           | Nueva Chicago     | 29 de marzo |         |
| Sportivo Dock Sud | 1 - 0     | Temperley          | San Telmo         | 29 de marzo |         |
| Unión             | 1 - 3     | Sarmiento          | Unión             | 30 de marzo |         |

| Fecha 3            | Fecha 3   | Fecha 3           | Fecha 3            | Fecha 3    | Fecha 3 |
| Local              | Resultado | Visitante         | Estadio            | Fecha      |         |
| ------------------ | --------- | ----------------- | ------------------ | ---------- | ------- |
| Platense           | 1 - 1     | Unión             | Platense           | 5 de abril |         |
| Temperley          | 0 - 2     | Nueva Chicago     | Temperley          | 5 de abril |         |
| Banfield           | 3 - 3     | All Boys          | Banfield           | 5 de abril |         |
| El Porvenir        | 2 - 5     | Quilmes           | El Porvenir        | 5 de abril |         |
| Almagro            | 2 - 2     | Talleres (RdE)    | Almagro            | 5 de abril |         |
| Ferro Carril Oeste | 2 - 1     | Los Andes         | Ferro Carril Oeste | 5 de abril |         |
| San Telmo          | 2 - 2     | Excursionistas    | San Telmo          | 5 de abril |         |
| Colón              | 3 - 3     | Chacarita Juniors | Colón              | 6 de abril |         |
| Sarmiento          | 3 - 0     | Sportivo Dock Sud | Sarmiento          | 6 de abril |         |

| Fecha 4           | Fecha 4   | Fecha 4            | Fecha 4           | Fecha 4     | Fecha 4 |
| Local             | Resultado | Visitante          | Estadio           | Fecha       |         |
| ----------------- | --------- | ------------------ | ----------------- | ----------- | ------- |
| Chacarita Juniors | 3 - 0     | San Telmo          | Chacarita Juniors | 12 de abril |         |
| Excursionistas    | 2 - 1     | Ferro Carril Oeste | Excursionistas    | 12 de abril |         |
| Los Andes         | 2 - 3     | Almagro            | Los Andes         | 12 de abril |         |
| Talleres (RdE)    | 1 - 3     | El Porvenir        | Talleres (RdE)    | 12 de abril |         |
| Quilmes           | 3 - 3     | Banfield           | Quilmes           | 12 de abril |         |
| All Boys          | 6 - 2     | Temperley          | All Boys          | 12 de abril |         |
| Nueva Chicago     | 1 - 1     | Sarmiento          | Nueva Chicago     | 12 de abril |         |
| Sportivo Dock Sud | 3 - 3     | Unión              | Sportivo Dock Sud | 12 de abril |         |
| Colón             | 2 - 3     | Platense           | Colón             | 13 de abril |         |

| Fecha 5            | Fecha 5   | Fecha 5           | Fecha 5            | Fecha 5     | Fecha 5 |
| Local              | Resultado | Visitante         | Estadio            | Fecha       |         |
| ------------------ | --------- | ----------------- | ------------------ | ----------- | ------- |
| Platense           | 2 - 2     | Sportivo Dock Sud | Platense           | 19 de abril |         |
| Temperley          | 0 - 2     | Quilmes           | Temperley          | 19 de abril |         |
| Banfield           | 4 - 1     | Talleres (RdE)    | Banfield           | 19 de abril |         |
| El Porvenir        | 3 - 1     | Los Andes         | El Porvenir        | 19 de abril |         |
| Almagro            | 4 - 3     | Excursionistas    | Almagro            | 19 de abril |         |
| Ferro Carril Oeste | 2 - 0     | Chacarita Juniors | Ferro Carril Oeste | 19 de abril |         |
| San Telmo          | 2 - 1     | Colón             | San Telmo          | 19 de abril |         |
| Unión              | 3 - 1     | Nueva Chicago     | Unión              | 20 de abril |         |
| Sarmiento          | 4 - 1     | All Boys          | Sarmiento          | 20 de abril |         |

| Fecha 6           | Fecha 6   | Fecha 6            | Fecha 6           | Fecha 6   | Fecha 6 |
| Local             | Resultado | Visitante          | Estadio           | Fecha     |         |
| ----------------- | --------- | ------------------ | ----------------- | --------- | ------- |
| San Telmo         | 5 - 3     | Platense           | San Telmo         | 3 de mayo |         |
| Chacarita Juniors | 0 - 0     | Almagro            | Chacarita Juniors | 3 de mayo |         |
| Excursionistas    | 2 - 4     | El Porvenir        | Excursionistas    | 3 de mayo |         |
| Los Andes         | 1 - 1     | Banfield           | Los Andes         | 3 de mayo |         |
| Talleres (RdE)    | 3 - 2     | Temperley          | Talleres (RdE)    | 3 de mayo |         |
| Quilmes           | 0 - 2     | Sarmiento          | Quilmes           | 3 de mayo |         |
| All Boys          | 3 - 0     | Unión              | All Boys          | 3 de mayo |         |
| Nueva Chicago     | 4 - 2     | Sportivo Dock Sud  | Nueva Chicago     | 3 de mayo |         |
| Colón             | 1 - 2     | Ferro Carril Oeste | Colón             | 4 de mayo |         |

| Fecha 7            | Fecha 7   | Fecha 7           | Fecha 7            | Fecha 7    | Fecha 7 |
| Local              | Resultado | Visitante         | Estadio            | Fecha      |         |
| ------------------ | --------- | ----------------- | ------------------ | ---------- | ------- |
| Platense           | 0 - 3     | Nueva Chicago     | Platense           | 10 de mayo |         |
| Sportivo Dock Sud  | 0 - 0     | All Boys          | Sportivo Dock Sud  | 10 de mayo |         |
| Temperley          | 1 - 4     | Los Andes         | Temperley          | 10 de mayo |         |
| Banfield           | 2 - 3     | Excursionistas    | Banfield           | 10 de mayo |         |
| El Porvenir        | 1 - 1     | Chacarita Juniors | El Porvenir        | 10 de mayo |         |
| Almagro            | 0 - 3     | Colón             | Almagro            | 10 de mayo |         |
| Ferro Carril Oeste | 5 - 1     | San Telmo         | Ferro Carril Oeste | 10 de mayo |         |
| Unión              | 2 - 1     | Quilmes           | Unión              | 11 de mayo |         |
| Sarmiento          | 1 - 1     | Talleres (RdE)    | Sarmiento          | 11 de mayo |         |

| Fecha 8            | Fecha 8   | Fecha 8           | Fecha 8            | Fecha 8    | Fecha 8 |
| Local              | Resultado | Visitante         | Estadio            | Fecha      |         |
| ------------------ | --------- | ----------------- | ------------------ | ---------- | ------- |
| Colón              | 2 - 2     | El Porvenir       | Colón              | 18 de mayo |         |
| Los Andes          | 1 - 4     | Sarmiento         | Los Andes          | 18 de mayo |         |
| Talleres (RdE)     | 1 - 3     | Unión             | Talleres (RdE)     | 18 de mayo |         |
| Ferro Carril Oeste | 2 - 0     | Platense          | Ferro Carril Oeste | 24 de mayo |         |
| San Telmo          | 1 - 4     | Almagro           | San Telmo          | 24 de mayo |         |
| Chacarita Juniors  | 2 - 0     | Banfield          | Chacarita Juniors  | 24 de mayo |         |
| Excursionistas     | 2 - 1     | Temperley         | Excursionistas     | 24 de mayo |         |
| Quilmes            | 6 - 4     | Sportivo Dock Sud | Quilmes            | 24 de mayo |         |
| All Boys           | 1 - 2     | Nueva Chicago     | All Boys           | 24 de mayo |         |

| Fecha 9           | Fecha 9   | Fecha 9            | Fecha 9           | Fecha 9    | Fecha 9 |
| Local             | Resultado | Visitante          | Estadio           | Fecha      |         |
| ----------------- | --------- | ------------------ | ----------------- | ---------- | ------- |
| Platense          | 2 - 2     | All Boys           | Platense          | 31 de mayo |         |
| Nueva Chicago     | 1 - 1     | Quilmes            | Nueva Chicago     | 31 de mayo |         |
| Sportivo Dock Sud | 5 - 0     | Talleres (RdE)     | Sportivo Dock Sud | 31 de mayo |         |
| Temperley         | 2 - 3     | Chacarita Juniors  | Temperley         | 31 de mayo |         |
| Banfield          | 3 - 4     | Colón              | Banfield          | 31 de mayo |         |
| El Porvenir       | 0 - 0     | San Telmo          | El Porvenir       | 31 de mayo |         |
| Almagro           | 0 - 3     | Ferro Carril Oeste | Almagro           | 31 de mayo |         |
| Unión             | 1 - 2     | Los Andes          | Unión             | 1 de junio |         |
| Sarmiento         | 2 - 2     | Excursionistas     | Sarmiento         | 1 de junio |         |

| Fecha 10           | Fecha 10  | Fecha 10          | Fecha 10           | Fecha 10   | Fecha 10 |
| Local              | Resultado | Visitante         | Estadio            | Fecha      |          |
| ------------------ | --------- | ----------------- | ------------------ | ---------- | -------- |
| Almagro            | 2 - 1     | Platense          | Almagro            | 7 de junio |          |
| Ferro Carril Oeste | 1 - 1     | El Porvenir       | Ferro Carril Oeste | 7 de junio |          |
| San Telmo          | 1 - 5     | Banfield          | San Telmo          | 7 de junio |          |
| Chacarita Juniors  | 4 - 0     | Sarmiento         | Chacarita Juniors  | 7 de junio |          |
| Excursionistas     | 2 - 1     | Unión             | Excursionistas     | 7 de junio |          |
| Los Andes          | 1 - 0     | Sportivo Dock Sud | Los Andes          | 7 de junio |          |
| Talleres (RdE)     | 0 - 0     | Nueva Chicago     | Talleres (RdE)     | 7 de junio |          |
| Quilmes            | 5 - 1     | All Boys          | Quilmes            | 7 de junio |          |
| Colón              | 1 - 1     | Temperley         | Colón              | 8 de junio |          |

| Fecha 11          | Fecha 11  | Fecha 11           | Fecha 11          | Fecha 11    | Fecha 11 |
| Local             | Resultado | Visitante          | Estadio           | Fecha       |          |
| ----------------- | --------- | ------------------ | ----------------- | ----------- | -------- |
| Platense          | 2 - 2     | Quilmes            | Platense          | 14 de junio |          |
| All Boys          | 1 - 0     | Talleres (RdE)     | All Boys          | 14 de junio |          |
| Nueva Chicago     | 2 - 2     | Los Andes          | Nueva Chicago     | 14 de junio |          |
| Sportivo Dock Sud | 2 - 1     | Excursionistas     | Sportivo Dock Sud | 14 de junio |          |
| Temperley         | 2 - 2     | San Telmo          | Temperley         | 14 de junio |          |
| Banfield          | 2 - 3     | Ferro Carril Oeste | Banfield          | 14 de junio |          |
| El Porvenir       | 1 - 0     | Almagro            | El Porvenir       | 14 de junio |          |
| Unión             | 2 - 1     | Chacarita Juniors  | Unión             | 15 de junio |          |
| Sarmiento         | 2 - 2     | Colón              | Sarmiento         | 15 de junio |          |

| Fecha 12           | Fecha 12  | Fecha 12          | Fecha 12           | Fecha 12    | Fecha 12 |
| Local              | Resultado | Visitante         | Estadio            | Fecha       |          |
| ------------------ | --------- | ----------------- | ------------------ | ----------- | -------- |
| San Telmo          | 1 - 0     | Sarmiento         | San Telmo          | 20 de junio |          |
| Chacarita Juniors  | 1 - 0     | Sportivo Dock Sud | Chacarita Juniors  | 20 de junio |          |
| El Porvenir        | 1 - 1     | Platense          | El Porvenir        | 21 de junio |          |
| Almagro            | 1 - 3     | Banfield          | Almagro            | 21 de junio |          |
| Ferro Carril Oeste | 1 - 1     | Temperley         | Ferro Carril Oeste | 21 de junio |          |
| Excursionistas     | 2 - 1     | Nueva Chicago     | Excursionistas     | 21 de junio |          |
| Los Andes          | 2 - 2     | All Boys          | Los Andes          | 21 de junio |          |
| Talleres (RdE)     | 3 - 2     | Quilmes           | Talleres (RdE)     | 21 de junio |          |
| Colón              | 1 - 0     | Unión             | Colón              | 22 de junio |          |

| Fecha 13          | Fecha 13  | Fecha 13           | Fecha 13          | Fecha 13    | Fecha 13 |
| Local             | Resultado | Visitante          | Estadio           | Fecha       |          |
| ----------------- | --------- | ------------------ | ----------------- | ----------- | -------- |
| Platense          | 5 - 1     | Talleres (RdE)     | Platense          | 28 de junio |          |
| Quilmes           | 4 - 2     | Los Andes          | Quilmes           | 28 de junio |          |
| All Boys          | 3 - 0     | Excursionistas     | All Boys          | 28 de junio |          |
| Nueva Chicago     | 2 - 3     | Chacarita Juniors  | Nueva Chicago     | 28 de junio |          |
| Sportivo Dock Sud | 3 - 1     | Colón              | Sportivo Dock Sud | 28 de junio |          |
| Temperley         | 3 - 2     | Almagro            | Temperley         | 28 de junio |          |
| Banfield          | 3 - 1     | El Porvenir        | Banfield          | 28 de junio |          |
| Unión             | 2 - 1     | San Telmo          | Unión             | 29 de junio |          |
| Sarmiento         | 3 - 1     | Ferro Carril Oeste | Sarmiento         | 29 de junio |          |

| Fecha 14           | Fecha 14  | Fecha 14          | Fecha 14           | Fecha 14   | Fecha 14 |
| Local              | Resultado | Visitante         | Estadio            | Fecha      |          |
| ------------------ | --------- | ----------------- | ------------------ | ---------- | -------- |
| Banfield           | 2 - 3     | Platense          | Banfield           | 5 de julio |          |
| El Porvenir        | 1 - 2     | Temperley         | El Porvenir        | 5 de julio |          |
| Almagro            | 2 - 3     | Sarmiento         | Almagro            | 5 de julio |          |
| Ferro Carril Oeste | 2 - 0     | Unión             | Ferro Carril Oeste | 5 de julio |          |
| San Telmo          | 2 - 2     | Sportivo Dock Sud | San Telmo          | 5 de julio |          |
| Chacarita Juniors  | 3 - 2     | All Boys          | Chacarita Juniors  | 5 de julio |          |
| Excursionistas     | 3 - 2     | Quilmes           | Excursionistas     | 5 de julio |          |
| Los Andes          | 4 - 2     | Talleres (RdE)    | Los Andes          | 5 de julio |          |
| Colón              | 1 - 2     | Nueva Chicago     | Colón              | 6 de julio |          |

| Fecha 15          | Fecha 15  | Fecha 15           | Fecha 15          | Fecha 15    | Fecha 15 |
| Local             | Resultado | Visitante          | Estadio           | Fecha       |          |
| ----------------- | --------- | ------------------ | ----------------- | ----------- | -------- |
| Quilmes           | 1 - 2     | Chacarita Juniors  | Quilmes           | 9 de julio  |          |
| Platense          | 1 - 4     | Los Andes          | Platense          | 12 de julio |          |
| Talleres (RdE)    | 6 - 4     | Excursionistas     | Talleres (RdE)    | 12 de julio |          |
| All Boys          | 3 - 2     | Colón              | All Boys          | 12 de julio |          |
| Nueva Chicago     | 3 - 0     | San Telmo          | San Lorenzo       | 12 de julio |          |
| Sportivo Dock Sud | 0 - 0     | Ferro Carril Oeste | Sportivo Dock Sud | 12 de julio |          |
| Temperley         | 4 - 2     | Banfield           | Temperley         | 12 de julio |          |
| Unión             | 3 - 2     | Almagro            | Unión             | 13 de julio |          |
| Sarmiento         | 2 - 0     | El Porvenir        | Sarmiento         | 13 de julio |          |

| Fecha 16           | Fecha 16  | Fecha 16          | Fecha 16           | Fecha 16    | Fecha 16 |
| Local              | Resultado | Visitante         | Estadio            | Fecha       |          |
| ------------------ | --------- | ----------------- | ------------------ | ----------- | -------- |
| Temperley          | 2 - 2     | Platense          | Temperley          | 19 de julio |          |
| Banfield           | 3 - 1     | Sarmiento         | Banfield           | 19 de julio |          |
| El Porvenir        | 3 - 1     | Unión             | El Porvenir        | 19 de julio |          |
| Almagro            | 1 - 0     | Sportivo Dock Sud | Almagro            | 19 de julio |          |
| Ferro Carril Oeste | 2 - 0     | Nueva Chicago     | Ferro Carril Oeste | 19 de julio |          |
| San Telmo          | 0 - 2     | All Boys          | San Telmo          | 19 de julio |          |
| Chacarita Juniors  | 4 - 0     | Talleres (RdE)    | Chacarita Juniors  | 19 de julio |          |
| Excursionistas     | 1 - 3     | Los Andes         | Excursionistas     | 19 de julio |          |
| Colón              | 3 - 4     | Quilmes           | Colón              | 20 de julio |          |

| Fecha 17          | Fecha 17  | Fecha 17           | Fecha 17          | Fecha 17    | Fecha 17 |
| Local             | Resultado | Visitante          | Estadio           | Fecha       |          |
| ----------------- | --------- | ------------------ | ----------------- | ----------- | -------- |
| Platense          | 4 - 1     | Excursionistas     | Platense          | 26 de julio |          |
| Los Andes         | 3 - 2     | Chacarita Juniors  | Los Andes         | 26 de julio |          |
| Talleres (RdE)    | 2 - 0     | Colón              | Talleres (RdE)    | 26 de julio |          |
| Quilmes           | 2 - 2     | San Telmo          | Quilmes           | 26 de julio |          |
| All Boys          | 1 - 5     | Ferro Carril Oeste | San Lorenzo       | 26 de julio |          |
| Nueva Chicago     | 2 - 2     | Almagro            | Vélez Sarsfield   | 26 de julio |          |
| Sportivo Dock Sud | 2 - 1     | El Porvenir        | Sportivo Dock Sud | 26 de julio |          |
| Unión             | 1 - 1     | Banfield           | Unión             | 27 de julio |          |
| Sarmiento         | 4 - 2     | Temperley          | Sarmiento         | 31 de julio |          |

Segunda Rueda
| Fecha 18          | Fecha 18  | Fecha 18           | Fecha 18          | Fecha 18     | Fecha 18 |
| Local             | Resultado | Visitante          | Estadio           | Fecha        |          |
| ----------------- | --------- | ------------------ | ----------------- | ------------ | -------- |
| Sarmiento         | 1 - 0     | Platense           | Sarmiento         | 10 de agosto |          |
| Unión             | 5 - 4     | Temperley          | Unión             | 10 de agosto |          |
| Los Andes         | 5 - 2     | Colón              | Los Andes         | 10 de agosto |          |
| Sportivo Dock Sud | 5 - 2     | Banfield           | Sportivo Dock Sud | 16 de agosto |          |
| Nueva Chicago     | 2 - 0     | El Porvenir        | Vélez Sarsfield   | 16 de agosto |          |
| All Boys          | 3 - 3     | Almagro            | Atlanta           | 16 de agosto |          |
| Quilmes           | 1 - 2     | Ferro Carril Oeste | Huracán           | 16 de agosto |          |
| Talleres (RdE)    | 1 - 1     | San Telmo          | Talleres (RdE)    | 16 de agosto |          |
| Excursionistas    | 1 - 1     | Chacarita Juniors  | Excursionistas    | 16 de agosto |          |

| Fecha 19           | Fecha 19  | Fecha 19          | Fecha 19           | Fecha 19     | Fecha 19 |
| Local              | Resultado | Visitante         | Estadio            | Fecha        |          |
| ------------------ | --------- | ----------------- | ------------------ | ------------ | -------- |
| Platense           | 1 - 1     | Chacarita Juniors | Platense           | 23 de agosto |          |
| San Telmo          | 1 - 0     | Los Andes         | San Telmo          | 23 de agosto |          |
| Ferro Carril Oeste | 1 - 1     | Talleres (RdE)    | Ferro Carril Oeste | 23 de agosto |          |
| Almagro            | 2 - 1     | Quilmes           | Almagro            | 23 de agosto |          |
| El Porvenir        | 0 - 3     | All Boys          | El Porvenir        | 23 de agosto |          |
| Banfield           | 3 - 4     | Nueva Chicago     | Banfield           | 23 de agosto |          |
| Temperley          | 0 - 1     | Sportivo Dock Sud | Temperley          | 23 de agosto |          |
| Sarmiento          | 4 - 2     | Unión             | Sarmiento          | 24 de agosto |          |
| Colón              | 4 - 2     | Excursionistas    | Colón              | 24 de agosto |          |

| Fecha 20          | Fecha 20  | Fecha 20           | Fecha 20          | Fecha 20     | Fecha 20 |
| Local             | Resultado | Visitante          | Estadio           | Fecha        |          |
| ----------------- | --------- | ------------------ | ----------------- | ------------ | -------- |
| Sportivo Dock Sud | 1 - 0     | Sarmiento          | Sportivo Dock Sud | 30 de agosto |          |
| Nueva Chicago     | 2 - 0     | Temperley          | Nueva Chicago     | 30 de agosto |          |
| All Boys          | 6 - 4     | Banfield           | All Boys          | 30 de agosto |          |
| Quilmes           | 5 - 1     | El Porvenir        | Atlanta           | 30 de agosto |          |
| Talleres (RdE)    | 2 - 2     | Almagro            | Talleres (RdE)    | 30 de agosto |          |
| Los Andes         | 4 - 0     | Ferro Carril Oeste | Los Andes         | 30 de agosto |          |
| Excursionistas    | 1 - 1     | San Telmo          | Excursionistas    | 30 de agosto |          |
| Chacarita Juniors | 1 - 0     | Colón              | Chacarita Juniors | 30 de agosto |          |
| Unión             | 1 - 1     | Platense           | Unión             | 31 de agosto |          |

| Fecha 21           | Fecha 21  | Fecha 21          | Fecha 21           | Fecha 21        | Fecha 21 |
| Local              | Resultado | Visitante         | Estadio            | Fecha           |          |
| ------------------ | --------- | ----------------- | ------------------ | --------------- | -------- |
| Platense           | 5 - 1     | Colón             | Platense           | 6 de septiembre |          |
| San Telmo          | 1 - 0     | Chacarita Juniors | San Telmo          | 6 de septiembre |          |
| Ferro Carril Oeste | 5 - 1     | Excursionistas    | Ferro Carril Oeste | 6 de septiembre |          |
| Almagro            | 0 - 3     | Los Andes         | Almagro            | 6 de septiembre |          |
| El Porvenir        | 2 - 1     | Talleres (RdE)    | El Porvenir        | 6 de septiembre |          |
| Banfield           | 1 - 1     | Quilmes           | Banfield           | 6 de septiembre |          |
| Temperley          | 2 - 3     | All Boys          | Temperley          | 6 de septiembre |          |
| Sarmiento          | 0 - 0     | Nueva Chicago     | Sarmiento          | 7 de septiembre |          |
| Unión              | 3 - 1     | Sportivo Dock Sud | Unión              | 7 de septiembre |          |

| Fecha 22          | Fecha 22  | Fecha 22           | Fecha 22           | Fecha 22         | Fecha 22 |
| Local             | Resultado | Visitante          | Estadio            | Fecha            |          |
| ----------------- | --------- | ------------------ | ------------------ | ---------------- | -------- |
| Sportivo Dock Sud | 3 - 3     | Platense           | Sportivo Dock Sud  | 13 de septiembre |          |
| Nueva Chicago     | 3 - 1     | Unión              | Nueva Chicago      | 13 de septiembre |          |
| All Boys          | 1 - 0     | Sarmiento          | All Boys           | 13 de septiembre |          |
| Quilmes           | 3 - 2     | Temperley          | Ferro Carril Oeste | 13 de septiembre |          |
| Talleres (RdE)    | 2 - 3     | Banfield           | Talleres (RdE)     | 13 de septiembre |          |
| Los Andes         | 0 - 0     | El Porvenir        | Los Andes          | 13 de septiembre |          |
| Excursionistas    | 1 - 3     | Almagro            | Excursionistas     | 13 de septiembre |          |
| Chacarita Juniors | 1 - 2     | Ferro Carril Oeste | Chacarita Juniors  | 13 de septiembre |          |
| Colón             | 5 - 1     | San Telmo          | Colón              | 14 de septiembre |          |

| Fecha 23           | Fecha 23  | Fecha 23          | Fecha 23           | Fecha 23         | Fecha 23 |
| Local              | Resultado | Visitante         | Estadio            | Fecha            |          |
| ------------------ | --------- | ----------------- | ------------------ | ---------------- | -------- |
| Platense           | 2 - 1     | San Telmo         | Platense           | 20 de septiembre |          |
| Ferro Carril Oeste | 2 - 2     | Colón             | Ferro Carril Oeste | 20 de septiembre |          |
| Almagro            | 0 - 4     | Chacarita Juniors | Almagro            | 20 de septiembre |          |
| El Porvenir        | 1 - 1     | Excursionistas    | El Porvenir        | 20 de septiembre |          |
| Banfield           | 4 - 5     | Los Andes         | Banfield           | 20 de septiembre |          |
| Temperley          | 2 - 1     | Talleres (RdE)    | Temperley          | 20 de septiembre |          |
| Sportivo Dock Sud  | 3 - 3     | Nueva Chicago     | Sportivo Dock Sud  | 20 de septiembre |          |
| Sarmiento          | 1 - 3     | Quilmes           | Sarmiento          | 21 de septiembre |          |
| Unión              | 1 - 1     | All Boys          | Unión              | 21 de septiembre |          |

| Fecha 24          | Fecha 24  | Fecha 24           | Fecha 24          | Fecha 24         | Fecha 24 |
| Local             | Resultado | Visitante          | Estadio           | Fecha            |          |
| ----------------- | --------- | ------------------ | ----------------- | ---------------- | -------- |
| Nueva Chicago     | 2 - 1     | Platense           | Nueva Chicago     | 27 de septiembre |          |
| All Boys          | 1 - 0     | Sportivo Dock Sud  | All Boys          | 27 de septiembre |          |
| Quilmes           | 2 - 3     | Unión              | Independiente     | 27 de septiembre |          |
| Talleres (RdE)    | 4 - 2     | Sarmiento          | Talleres (RdE)    | 27 de septiembre |          |
| Los Andes         | 1 - 1     | Temperley          | Los Andes         | 27 de septiembre |          |
| Excursionistas    | 1 - 1     | Banfield           | Excursionistas    | 27 de septiembre |          |
| Chacarita Juniors | 1 - 2     | El Porvenir        | Chacarita Juniors | 27 de septiembre |          |
| San Telmo         | 0 - 2     | Ferro Carril Oeste | San Telmo         | 27 de septiembre |          |
| Colón             | 1 - 2     | Almagro            | Colón             | 28 de septiembre |          |

| Fecha 25          | Fecha 25  | Fecha 25           | Fecha 25          | Fecha 25     | Fecha 25 |
| Local             | Resultado | Visitante          | Estadio           | Fecha        |          |
| ----------------- | --------- | ------------------ | ----------------- | ------------ | -------- |
| Platense          | 2 - 2     | Ferro Carril Oeste | Platense          | 4 de octubre |          |
| Almagro           | 0 - 3     | San Telmo          | Almagro           | 4 de octubre |          |
| El Porvenir       | 1 - 1     | Colón              | El Porvenir       | 4 de octubre |          |
| Banfield          | 0 - 0     | Chacarita Juniors  | Banfield          | 4 de octubre |          |
| Temperley         | 3 - 3     | Excursionistas     | Temperley         | 4 de octubre |          |
| Sportivo Dock Sud | 2 - 2     | Quilmes            | Sportivo Dock Sud | 4 de octubre |          |
| Nueva Chicago     | 2 - 1     | All Boys           | Nueva Chicago     | 4 de octubre |          |
| Sarmiento         | 2 - 2     | Los Andes          | Sarmiento         | 5 de octubre |          |
| Unión             | 2 - 1     | Talleres (RdE)     | Unión             | 5 de octubre |          |

| Fecha 26           | Fecha 26  | Fecha 26          | Fecha 26           | Fecha 26      | Fecha 26 |
| Local              | Resultado | Visitante         | Estadio            | Fecha         |          |
| ------------------ | --------- | ----------------- | ------------------ | ------------- | -------- |
| All Boys           | 2 - 1     | Platense          | All Boys           | 11 de octubre |          |
| Quilmes            | 2 - 0     | Nueva Chicago     | Quilmes            | 11 de octubre |          |
| Talleres (RdE)     | 6 - 1     | Sportivo Dock Sud | Talleres (RdE)     | 11 de octubre |          |
| Los Andes          | 4 - 4     | Unión             | Los Andes          | 11 de octubre |          |
| Excursionistas     | 3 - 0     | Sarmiento         | Excursionistas     | 11 de octubre |          |
| Chacarita Juniors  | 1 - 1     | Temperley         | Chacarita Juniors  | 11 de octubre |          |
| San Telmo          | 0 - 1     | El Porvenir       | San Telmo          | 11 de octubre |          |
| Ferro Carril Oeste | 2 - 1     | Almagro           | Ferro Carril Oeste | 11 de octubre |          |
| Colón              | 1 - 2     | Banfield          | Colón              | 12 de octubre |          |

| Fecha 27          | Fecha 27  | Fecha 27           | Fecha 27          | Fecha 27      | Fecha 27 |
| Local             | Resultado | Visitante          | Estadio           | Fecha         |          |
| ----------------- | --------- | ------------------ | ----------------- | ------------- | -------- |
| Platense          | 2 - 0     | Almagro            | Platense          | 18 de octubre |          |
| El Porvenir       | 0 - 1     | Ferro Carril Oeste | El Porvenir       | 18 de octubre |          |
| Banfield          | 5 - 2     | San Telmo          | Banfield          | 18 de octubre |          |
| Temperley         | 2 - 2     | Colón              | Temperley         | 18 de octubre |          |
| Sportivo Dock Sud | 2 - 1     | Los Andes          | Sportivo Dock Sud | 18 de octubre |          |
| Nueva Chicago     | 3 - 0     | Talleres (RdE)     | Nueva Chicago     | 18 de octubre |          |
| All Boys          | 1 - 3     | Quilmes            | All Boys          | 18 de octubre |          |
| Sarmiento         | 1 - 1     | Chacarita Juniors  | Sarmiento         | 19 de octubre |          |
| Unión             | 4 - 2     | Excursionistas     | Unión             | 19 de octubre |          |

| Fecha 28           | Fecha 28  | Fecha 28          | Fecha 28           | Fecha 28      | Fecha 28 |
| Local              | Resultado | Visitante         | Estadio            | Fecha         |          |
| ------------------ | --------- | ----------------- | ------------------ | ------------- | -------- |
| Quilmes            | 0 - 0     | Platense          | Quilmes            | 25 de octubre |          |
| Talleres (RdE)     | 3 - 2     | All Boys          | Talleres (RdE)     | 25 de octubre |          |
| Los Andes          | 5 - 2     | Nueva Chicago     | Los Andes          | 25 de octubre |          |
| Excursionistas     | 3 - 1     | Sportivo Dock Sud | Excursionistas     | 25 de octubre |          |
| Chacarita Juniors  | 2 - 0     | Unión             | Chacarita Juniors  | 25 de octubre |          |
| San Telmo          | 1 - 2     | Temperley         | San Telmo          | 25 de octubre |          |
| Ferro Carril Oeste | 4 - 2     | Banfield          | Ferro Carril Oeste | 25 de octubre |          |
| Almagro            | 2 - 1     | El Porvenir       | Almagro            | 25 de octubre |          |
| Colón              | 2 - 0     | Sarmiento         | Colón              | 26 de octubre |          |

| Fecha 29          | Fecha 29  | Fecha 29           | Fecha 29  | Fecha 29       | Fecha 29 |
| Local             | Resultado | Visitante          | Estadio   | Fecha          |          |
| ----------------- | --------- | ------------------ | --------- | -------------- | -------- |
| Platense          | 1 - 2     | El Porvenir        | Platense  | 1 de noviembre |          |
| Banfield          | 1 - 1     | Almagro            | Banfield  | 1 de noviembre |          |
| Temperley         | 0 - 4     | Ferro Carril Oeste | Temperley | 1 de noviembre |          |
| Sarmiento         | 4 - 0     | San Telmo          | Quilmes   | 1 de noviembre |          |
| Sportivo Dock Sud | 1 - 1     | Chacarita Juniors  | San Telmo | 1 de noviembre |          |
| Nueva Chicago     | 5 - 1     | Excursionistas     | Almagro   | 1 de noviembre |          |
| All Boys          | 2 - 2     | Los Andes          | All Boys  | 1 de noviembre |          |
| Quilmes           | 4 - 1     | Talleres (RdE)     | Quilmes   | 1 de noviembre |          |
| Unión             | 3 - 0     | Colón              | Unión     | 2 de noviembre |          |

| Fecha 30           | Fecha 30  | Fecha 30          | Fecha 30                      | Fecha 30        | Fecha 30 |
| Local              | Resultado | Visitante         | Estadio                       | Fecha           |          |
| ------------------ | --------- | ----------------- | ----------------------------- | --------------- | -------- |
| Colón              | 0 - 0     | Sportivo Dock Sud | Gimnasia y Esgrima (Santa Fe) | 9 de noviembre  |          |
| Talleres (RdE)     | 3 - 3     | Platense          | Talleres (RdE)                | 15 de noviembre |          |
| Los Andes          | 4 - 3     | Quilmes           | Los Andes                     | 15 de noviembre |          |
| Excursionistas     | 1 - 1     | All Boys          | Excursionistas                | 15 de noviembre |          |
| Chacarita Juniors  | 4 - 3     | Nueva Chicago     | Chacarita Juniors             | 15 de noviembre |          |
| San Telmo          | 4 - 3     | Unión             | San Telmo                     | 15 de noviembre |          |
| Ferro Carril Oeste | 4 - 1     | Sarmiento         | Ferro Carril Oeste            | 15 de noviembre |          |
| Almagro            | 3 - 3     | Temperley         | Almagro                       | 15 de noviembre |          |
| El Porvenir        | 0 - 2     | Banfield          | El Porvenir                   | 15 de noviembre |          |

| Fecha 31          | Fecha 31  | Fecha 31           | Fecha 31          | Fecha 31        | Fecha 31 |
| Local             | Resultado | Visitante          | Estadio           | Fecha           |          |
| ----------------- | --------- | ------------------ | ----------------- | --------------- | -------- |
| Platense          | 3 - 2     | Banfield           | Platense          | 22 de noviembre |          |
| Temperley         | 4 - 3     | El Porvenir        | Temperley         | 22 de noviembre |          |
| Unión             | 3 - 1     | Ferro Carril Oeste | Unión             | 22 de noviembre |          |
| Sportivo Dock Sud | 1 - 0     | San Telmo          | Sportivo Dock Sud | 22 de noviembre |          |
| Nueva Chicago     | 5 - 1     | Colón              | Nueva Chicago     | 22 de noviembre |          |
| All Boys          | 1 - 1     | Chacarita Juniors  | All Boys          | 22 de noviembre |          |
| Quilmes           | 5 - 3     | Excursionistas     | Quilmes           | 22 de noviembre |          |
| Talleres (RdE)    | 1 - 4     | Los Andes          | Talleres (RdE)    | 22 de noviembre |          |
| Sarmiento         | 5 - 2     | Almagro            | Sarmiento         | 23 de noviembre |          |

| Fecha 32           | Fecha 32  | Fecha 32          | Fecha 32           | Fecha 32        | Fecha 32 |
| Local              | Resultado | Visitante         | Estadio            | Fecha           |          |
| ------------------ | --------- | ----------------- | ------------------ | --------------- | -------- |
| Los Andes          | 0 - 1     | Platense          | Los Andes          | 29 de noviembre |          |
| Excursionistas     | 1 - 1     | Talleres (RdE)    | Excursionistas     | 29 de noviembre |          |
| Chacarita Juniors  | 0 - 0     | Quilmes           | Chacarita Juniors  | 29 de noviembre |          |
| Colón              | 1 - 1     | All Boys          | Newell's Old Boys  | 29 de noviembre |          |
| San Telmo          | 3 - 3     | Nueva Chicago     | San Telmo          | 29 de noviembre |          |
| Ferro Carril Oeste | 2 - 0     | Sportivo Dock Sud | Ferro Carril Oeste | 29 de noviembre |          |
| Almagro            | 3 - 3     | Unión             | Almagro            | 29 de noviembre |          |
| El Porvenir        | 2 - 4     | Sarmiento         | El Porvenir        | 29 de noviembre |          |
| Banfield           | 2 - 2     | Temperley         | Banfield           | 29 de noviembre |          |

| Fecha 33          | Fecha 33  | Fecha 33           | Fecha 33          | Fecha 33       | Fecha 33 |
| Local             | Resultado | Visitante          | Estadio           | Fecha          |          |
| ----------------- | --------- | ------------------ | ----------------- | -------------- | -------- |
| Platense          | 4 - 2     | Temperley          | Platense          | 5 de diciembre |          |
| Sarmiento         | 1 - 0     | Banfield           | Sarmiento         | 5 de diciembre |          |
| Unión             | 3 - 1     | El Porvenir        | Unión             | 6 de diciembre |          |
| Sportivo Dock Sud | 7 - 0     | Almagro            | Sportivo Dock Sud | 6 de diciembre |          |
| Nueva Chicago     | 4 - 1     | Ferro Carril Oeste | Nueva Chicago     | 6 de diciembre |          |
| All Boys          | 2 - 1     | San Telmo          | All Boys          | 6 de diciembre |          |
| Quilmes           | 5 - 3     | Colón              | Quilmes           | 6 de diciembre |          |
| Talleres (RdE)    | 2 - 4     | Chacarita Juniors  | Talleres (RdE)    | 6 de diciembre |          |
| Los Andes         | 7 - 2     | Excursionistas     | Los Andes         | 6 de diciembre |          |

| Fecha 34           | Fecha 34  | Fecha 34          | Fecha 34           | Fecha 34       | Fecha 34 |
| Local              | Resultado | Visitante         | Estadio            | Fecha          |          |
| ------------------ | --------- | ----------------- | ------------------ | -------------- | -------- |
| Excursionistas     | 1 - 2     | Platense          | Excursionistas     | 8 de diciembre |          |
| Chacarita Juniors  | 2 - 1     | Los Andes         | Chacarita Juniors  | 8 de diciembre |          |
| Colón              | 1 - 0     | Talleres (RdE)    | Rosario Central    | 8 de diciembre |          |
| San Telmo          | 0 - 1     | Quilmes           | San Telmo          | 8 de diciembre |          |
| Ferro Carril Oeste | 0 - 0     | All Boys          | Ferro Carril Oeste | 8 de diciembre |          |
| Almagro            | 4 - 6     | Nueva Chicago     | Almagro            | 8 de diciembre |          |
| El Porvenir        | 2 - 1     | Sportivo Dock Sud | El Porvenir        | 8 de diciembre |          |
| Banfield           | 2 - 1     | Unión             | Banfield           | 8 de diciembre |          |
| Temperley          | 2 - 1     | Sarmiento         | Temperley          | 8 de diciembre |          |

| 1. 2. |

## Goleadores
| Jugador     | Equipo    | Goles |
| ----------- | --------- | ----- |
| L. Suárez   | Banfield  | 29    |
| A. Reynoso  | Los Andes | 22    |
| A. del Moro | Los Andes | 21    |